# Вступление Албании в Европейский союз
Вступление Албании в Европейский союз — процедура принятия Албании в Европейский союз.

## История
В 2000 году Албания была официально признана в качестве «потенциальной страны-кандидата» на вступление в Европейский союз, в 2003 году стороны начали переговоры по подписанию Соглашения о стабилизации и ассоциации. Соглашение было подписано 12 июня 2006 года, тем самым завершив первый важный шаг к полноправному членству Албании в ЕС. 1 апреля 2009 года Албания  вступила в военный альянс НАТО, а 28 апреля 2009 года подала заявку на вступление в Европейский союз.
8 ноября 2010 года Совет Европейского союза одобрил введение безвизового режима для граждан Албании, желающих посетить страны Европейского союза с туристической целью, и 10 декабря 2010 года это решение официально вступило в силу. Страна получила официальный статус страны-кандидата на вступление в Европейский союз 24 июня 2014 года.
Совет Европейского союза одобрил начало переговоров о вступлении Албании 24 марта 2020 года. 19 июля 2022 года Европейский союз официально начал переговоры о вступлении страны в сообщество.
Согласно данным Евростата, по состоянию на 2017 год почти у трети населения Албании есть вид на жительство в Евросоюзе. ВНЖ даёт право круглогодично жить и работать в одном из государств ЕС. 
| Acquis communautaire                                                      | Состояние на ноябрь 2023     | Открытие глав        |
| ------------------------------------------------------------------------- | ---------------------------- | -------------------- |
| 1. Свободное перемещение товаров                                          | Умеренно подготовлено        | Глава еще не открыта |
| 2. Свободное перемещение рабочей силы                                     | Некоторый уровень подготовки | Глава еще не открыта |
| 3. Свобода учреждения и движения услуг                                    | Умеренно подготовлено        | Глава еще не открыта |
| 4. Свободное перемещение капиталов                                        | Умеренно подготовлено        | Глава еще не открыта |
| 5. Государственные закупки                                                | Умеренно подготовлено        | Глава еще не открыта |
| 6. Корпоративное право                                                    | Умеренно подготовлено        | Глава еще не открыта |
| 7. Право интеллектуальной собственности                                   | Умеренно подготовлено        | Глава еще не открыта |
| 8. Политика конкуренции                                                   | Умеренно подготовлено        | Глава еще не открыта |
| 9. Финансовые услуги                                                      | Хороший уровень подготовки   | Глава еще не открыта |
| 10. Информационное общество и СМИ                                         | Умеренно подготовлено        | Глава еще не открыта |
| 11. Сельское хозяйство и развитие сельских территорий                     | Некоторый уровень подготовки | Глава еще не открыта |
| 12. Безопасность пищевых продуктов, ветеринария и фитосанитарная политика | Некоторый уровень подготовки | Глава еще не открыта |
| 13. Рыболовство                                                           | Умеренно подготовлено        | Глава еще не открыта |
| 14. Транспортная политика                                                 | Некоторый уровень подготовки | Глава еще не открыта |
| 15. Энергетика                                                            | Хороший уровень подготовки   | Глава еще не открыта |
| 16. Налогообложение                                                       | Умеренно подготовлено        | Глава еще не открыта |
| 17. Экономическая и монетарная политика                                   | Хороший уровень подготовки   | Глава еще не открыта |
| 18. Статистика                                                            | Умеренно подготовлено        | Глава еще не открыта |
| 19. Социальная политика и занятость                                       | Умеренно подготовлено        | Глава еще не открыта |
| 20. Промышленная политика и предпринимательство                           | Умеренно подготовлено        | Глава еще не открыта |
| 21. Трансъевропейские сети                                                | Некоторый уровень подготовки | Глава еще не открыта |
| 22. Региональная политика и координация структурных инструментов          | Умеренно подготовлено        | Глава еще не открыта |
| 23. Суд и основные права                                                  | Умеренно подготовлено        | Глава еще не открыта |
| 24. Правосудие, свобода и безопасность                                    | Умеренно подготовлено        | Глава еще не открыта |
| 25. Наука и исследования                                                  | Некоторый уровень подготовки | Глава еще не открыта |
| 26.Образование и культура                                                 | Умеренно подготовлено        | Глава еще не открыта |
| 27. Окружающая среда и изменение климата                                  | Некоторый уровень подготовки | Глава еще не открыта |
| 28. Защита прав потребителей и здравоохранение                            | Ранняя стадия подготовки     | Глава еще не открыта |
| 29. Таможенный союз                                                       | Умеренно подготовлено        | Глава еще не открыта |
| 30. Внешние связи                                                         | Хороший уровень подготовки   | Глава еще не открыта |
| 31. Иностранная политика, политика обороны и безопасности                 | Хороший уровень подготовки   | Глава еще не открыта |
| 32. Финансовый контроль                                                   | Умеренно подготовлено        | Глава еще не открыта |
| 33. Бюджетные вопросы                                                     | Некоторый уровень подготовки | Глава еще не открыта |
| 34. Институты                                                             | -                            | -                    |
| 35. Другие вопросы                                                        | -                            | -                    |